# Tramway de Changchun
Le tramway de Changchun est le réseau de tramways de la ville de Changchun, en Chine. Actuellement, il ne comporte plus qu'une seule ligne, reliant le Boulevard de Xi'an (西安大路), dans le district de Luyuan (绿园区) au Boulevard Gongnong (工农大路), rue Hongqi, dans le district de Chaoyang 朝阳区.

## Historique
Les lignes de tramway de Chancun commencent officiellement leur service le 11 novembre 1941. En 1942, la ville comporte quatre lignes de tramway d'une longueur totale de 17,7 km.
À la fin de la Seconde Guerre mondiale, le réseau s'est étendu. En 1960 il comportait 6 lignes pour une longueur totale de 52,6 km.
Le réseau fut ensuite peu à peu démantelé, il s'est retrouvé divisé par deux ans les[pas clair] années 1980. Le 5 mai 1986, les lignes 51 et 56 ont été détruites. Il ne reste alors plus que la ligne 53 au centre-ville de Changchun et les branches 52 et 54.
En 1991, la ligne 53 est détruite. En mai 1995, la ligne 52 passe au moteur thermique. Il ne reste alors plus que la ligne 54.
En 2001, le Métro léger de Changchun vient épauler le tramway pour le réseau de transport ferroviaire de la ville.